# Lijst van voetbalstadions in Georgië
Dit is een lijst van voetbalstadions in Georgië, gerangschikt in volgorde van capaciteit.

## Huidige stadions van betaaldvoetbalclubs
| Nr. | Foto | Stadion                        | Capaciteit | Plaats       | Bespeler                                   | Opening |
| --- | ---- | ------------------------------ | ---------- | ------------ | ------------------------------------------ | ------- |
| 1   |      | Boris Paitsjadzestadion        | 56.500     | Tbilisi      | FC Dinamo Tbilisi                          | 1976    |
| 2   |      | Micheil Meschistadion          | 27.670     | Tbilisi      | Georgisch voetbalelftal Lokomotivi Tbilisi | 2001    |
| 3   |      | Batoemistadion                 | 20.000     | Batoemi      | Dinamo Batoemi                             | 2020    |
| 4   |      | Erosi Mandzjgaladzestadion     | 15.000     | Koetaisi     | FC Samtredia                               | -       |
| 5   |      | Ramaz Sjengeliastadion         | 12.000     | Koetaisi     | Torpedo Koetaisi                           | 1950    |
| 6   |      | Givi Tsjochelistadion          | 12.000     | Telavi       | FC Telavi                                  | -       |
| 7   |      | Temoer Maghradzestadion        | 11.650     | Tsjiatoera   | FK Tsjiatoera                              | 1964    |
| 8   |      | Evgrapi Sjevardnadzestadion    | 10.000     | Lantsjchoeti | Goeria Lantsjchoeti                        | 1987    |
| 9   |      | Zoegdidistadion                | 7.000      | Zoegdidi     | Geen club                                  | -       |
| 10  |      | Fazisistadion                  | 6.000      | Poti         | Kolcheti 1913 Poti                         | 1961    |
| 11  |      | Tsjele-arena                   | 6.000      | Koboeleti    | FK Sjoekura Koboeleti                      | 1967    |
| 12  |      | Vladimer Botsjorisjvilistadion | 6.000      | Tkiboeli     | FK Mesjachte Tkiboeli                      | -       |
| 13  |      | Tengiz Boerdzjanadzestadion    | 5.000      | Gori         | Dila Gori                                  | -       |
| 14  |      | Poladistadion                  | 4.657      | Roestavi     | FC Roestavi                                | 1948    |
| 15  |      | David Abasjidzestadion         | 4.600      | Zestafoni    | FC Zestafoni                               | 1952    |
| 16  |      | Dzjemal Zeïnklisjvilistadion   | 4.000      | Bordzjomi    | FK Bordzjomi                               | -       |
| 17  |      | Tamaz Stephaniastadion         | 3.242      | Bolnisi      | Sioni Bolnisi                              | -       |
| 18  |      | Micheil Iadzestadion           | 3.000      | Achaltsiche  | FK Samtsche Achaltsiche                    | -       |
| 19  |      | Ganmoechoeri Centraalstadion   | 2.500      | Ganmoechoeri | FK Dinamo Zoegdidi                         | 2012    |
| 20  |      | David Petriasjvilistadion      | 2.130      | Tbilisi      | FK Gagra                                   | 2015    |
| 21  |      | Grigol Dzjomartidzestadion     | 2.000      | Chasjoeri    | FK Iveria Chasjoeri                        | 1933    |
| 22  |      | Mtschetapark                   | 2.000      | Mtscheta     | WIT Georgia                                | 2011    |